# Tetsuya Nomura
Tetsuya Nomura (jap. 野村 哲也 Nomura Tetsuya; ur. 8 października 1970 w prefekturze Kōchi w Japonii) — japoński projektant gier komputerowych.

## Życiorys
Na początku lat 90. XX wieku zatrudnił się w firmie Square, gdzie pracował jako projektant potworów do gry Final Fantasy V, a później jako dyrektor artystyczny i projektant postaci przy grze Final Fantasy VI.
W 1995 roku został projektantem postaci do gry Final Fantasy VII, zastępując na tym stanowisku Yoshitakę Amano. Później zajmował się takimi grami, jak Parasite Eve (1998), czy Final Fantasy VIII (1999).
Nomura reżyserował również film Final Fantasy VII: Advent Children, który miał premierę 14 września 2005 roku w Japonii. W Polsce film nigdy nie wszedł do kin. Polska premiera filmu na DVD miała miejsce 3 lipca 2006 roku.

## Gry
| - Final Fantasy V (1992) - Live A Live (1994) - Final Fantasy VI (1994) - Chrono Trigger (1995) - Super Mario RPG (1996) - Final Fantasy VII (1997) - Parasite Eve (1998) - Ehrgeiz: God Bless the Ring (1998) - Brave Fencer Musashi (1998) - Parasite Eve II (1999) - Final Fantasy VIII (1999) - The Bouncer (2000) - Final Fantasy X (2001) - Kingdom Hearts (2002) - Final Fantasy XI (2002) - Final Fantasy X-2 (2003) | - Kingdom Hearts: Chain of Memories (2004) - Musashi: Samurai Legend (2005) - Final Fantasy VII: Advent Children (2005/2006) - Kingdom Hearts II (2005/2006) - Final Fantasy V Advance (2006) - Dirge of Cerberus: Final Fantasy VII (2006) - Crisis Core: Final Fantasy VII (2007) - The World Ends With You (2007) - Final Fantasy XIII - Final Fantasy Agito XIII - Final Fantasy Versus XIII - Monotone - Dissidia: Final Fantasy - Kingdom Hearts: 358/2 Days - Kingdom Hearts: coded - Kingdom Hearts: Birth by Sleep |